# Rauschenbourg
Le Rauschenbourg est un château fort disparu qui se trouvait autrefois sur le territoire de la commune, elle aussi disparue, de Gichwiller, rattaché par la suite à Ingwiller, dans le Bas-Rhin.

## Localisation
À l’époque de sa construction, le château se trouve sur le territoire du village de Gichwiller. À la suite de la disparition de ce dernier au XVe siècle, son finage est rattaché à Ingwiller. Situé entre cette dernière et le Sternberg, le château se trouve sur la rive sud de la Moder, dont les eaux étaient détournées pour créer des douves. La toponymie garde la mémoire du château, l’endroit étant un lieu-dit nommé Rauschenbourg.

## Histoire
Selon la légende, le château aurait été construit par Johannes Mentelin et serait le lieu où aurait été inventé la typographie. Les documents infirment toutefois ce récit mythique : ils établissent en effet que la construction est due à l’imprimeur Adolf Rusch et a commencé en 1470. L’étymologie populaire, qui attribue le nom du château à l’allemand rauschen, « résonner », en raison du bruit qu’aurait fait la presse à imprimer qui se serait prétendument trouvée au château, est également erronée, Rusch écrivant lui-même qu’il a donné son nom à sa demeure.
À la mort de Rusch, sa veuve Salomé, la fille de Mentelin, le vend à Simund Wecker IV von Zweibrücken-Bitsch, détenteur du bailliage d’Ingwiller. À la suite de l’extinction de cette branche de la famille, le château passe en 1551 aux Leiningen-Westerburg et sert alors de centre administratif et de résidence au bailli local, ainsi qu’occasionnellement de relais de chasse pour le comte. Son rôle de forteresse demeure toutefois important et il sert de refuge à la famille comtale dans les périodes de troubles.
Dans les décennies suivantes, le château perd son rôle administratif, mais continue d’être convenablement entretenu et de servir de maison forte, les Leiningen-Westerburg s’y abritant pendant la guerre de Trente Ans. C’est également là que se réfugie le comte Ludwig Eberhard von Leiningen en 1669 après avoir réussi à s’enfuir in extremis de son château d’Oberbronn dont le comte palatin s’était emparé par surprise. Ce dernier tente alors de prendre également le Rauschenbourg, mais les fortifications le mettent en échec et il doit se retirer après avoir subi de lourdes pertes. En revanche, pendant la guerre de Hollande, le château se rend aux Français sans combattre le 28 novembre 1677. Ces derniers l’occupent alors et le saccagent.
À l’extinction des Leiningen-Westerburg en 1691, la propriété passe au baron de Sinclair. Pendant la Guerre de Succession d'Espagne, le château, alors en assez mauvais état, est intégré en 1702 par Jean-Baptiste de Règemorte à la ligne de défense de la Moder, qui couvre le flanc gauche de l’armée française. Dans un document de 1734, le château est décrit comme totalement ruiné. Il sera définitivement détruit par un incendie vers le milieu du XVIIIe siècle. Les quelques ruines subsistantes sont arasées en 1817 et les pierres réutilisées dans d’autres constructions.

## Architecture
Rien ne subsiste du château en surface, toutefois ses dispositions sont connues par des plans établis par Règemorte au début du XVIIIe siècle, ainsi que par plusieurs descriptions. Prenant la forme d’un carré de 50 m de côté, il est entouré de douves maçonnées particulièrement imposantes, avec une largeur d’environ 30 m et une profondeur de deux mètres, leur alimentation en eau étant assurée par une dérivation de la Moder. Le château était par ailleurs protégé par les marécages environnant, qui rendaient difficile l’emplacement d’artillerie de siège, bien que la montagne du Sternberg, qui le domine, était un désavantage important.
L’accès se fait par l’ouest, via un pont dormant puis un pont-levis ouvrant sur une tour-porte. Sur la courtine opposée à celle-ci se trouve une tour semi-circulaire, tandis que deux petites tourelles occupent les angles sud-est et sud-ouest. Deux grandes tours se trouvaient aux angles nord-est et nord-ouest, mais celles-ci ont été détruites vers la fin du XVIIe siècle, de même que le bâtiment, peut-être les écuries, longeant la courtine sur toute sa longueur au nord et sur la moitié de celle-ci à l’est. En revanche le logis, qui se trouvait en face, de l’autre côté de la cour, existait encore en 1704.
Par ailleurs, en 1704, la courtine, qui fait environ un mètre d’épaisseur, était en grande partie détruite du côté nord-ouest, et remplacée par un parapet légèrement maçonné.